# Francis Curzon, 5th Earl Howe
Francis Richard Henry Penn Curzon, 5. Earl Howe (krajše Francis Curzon, na dirke se je prijavljal pod imenom Earl Howe), britanski dirkač in politik, * 1. maj 1884, Mayfair, London, Anglija, Združeno kraljestvo, † 26. julij 1964,  Amersham, Buckinghamshire, Anglija, Združeno kraljestvo.
Francis Curzon se je rodil 1. maja 1884 v Mayfairu v okolici Londona. Bil je vojak v prvi svetovni vojni, politik in član parlamenta ter dirkač in kasneje promotor dirkanja. Leta 1931 je skupaj s Henryjem Birkinom zmagal na dirki 24 ur Le Mansa s čimer je dosegel svoj največji uspeh v dirkaški karieri. Edino pomembnejšo zmago na dirkah za Veliko nagrado je dosegel v sezoni 1933, ki jo je dosegel na dirki Donington Park Trophy. Nastopil je na štirih prvenstvenih dirkah, najboljši rezultat pa je dosegel na dirki za Veliko nagrado Francije v sezoni 1932, kjer je bil deveti. Kasneje je deloval kot promotor dirkanja v Angliji, bil je soustanovitelj Britanskega dirkaškega kluba in njegov predsednik do svoje smrti leta 1964.

## Popolni rezultatiEvropskega avtomobilističnega prvenstva
(Legenda)
| Leto | Moštvo    | Tovarna | 1   | 2      | 3       | 4   | 5   | Prv | Toč |
| ---- | --------- | ------- | --- | ------ | ------- | --- | --- | --- | --- |
| 1931 | Privatnik | Bugatti | ITA | FRA 12 | BEL     |     |     | 25= | 20  |
| 1932 | Privatnik | Bugatti | ITA | FRA 9  | NEM     |     |     | 9=  | 20  |
| 1935 | Privatnik | Bugatti | BEL | NEM    | ŠVI 10  | ITA | ŠPA | 21= | 36  |
| 1936 | Privatnik | Bugatti | MON | NEM    | ŠVI Ret | ITA |     | 26= | 30  |